# Richardia pectinata
Richardia pectinata är en tvåvingeart som beskrevs av Friedrich Georg Hendel 1912. Richardia pectinata ingår i släktet Richardia och familjen Richardiidae. Inga underarter finns listade i Catalogue of Life.